# Austriadactylus
Austriadactylus es un género extinto de pterosaurio "ranforrincoide". Los restos fósiles fueron desenterrados en rocas del Triásico Superior de Austria. Su nombre significa "Dedo crestado de Austria".
El género fue nombrado en 2002 por Fabio Marco Dalla Vecchia et.al. La especie tipo es Austriadactylus cristatus. El nombre del género se deriva de Austria y el término griego daktylos, "dedo", en referencia al dedo alar de los pterosaurios. El nombre de la especie significa "crestado" en latín, una referencia a la cresta craneal.

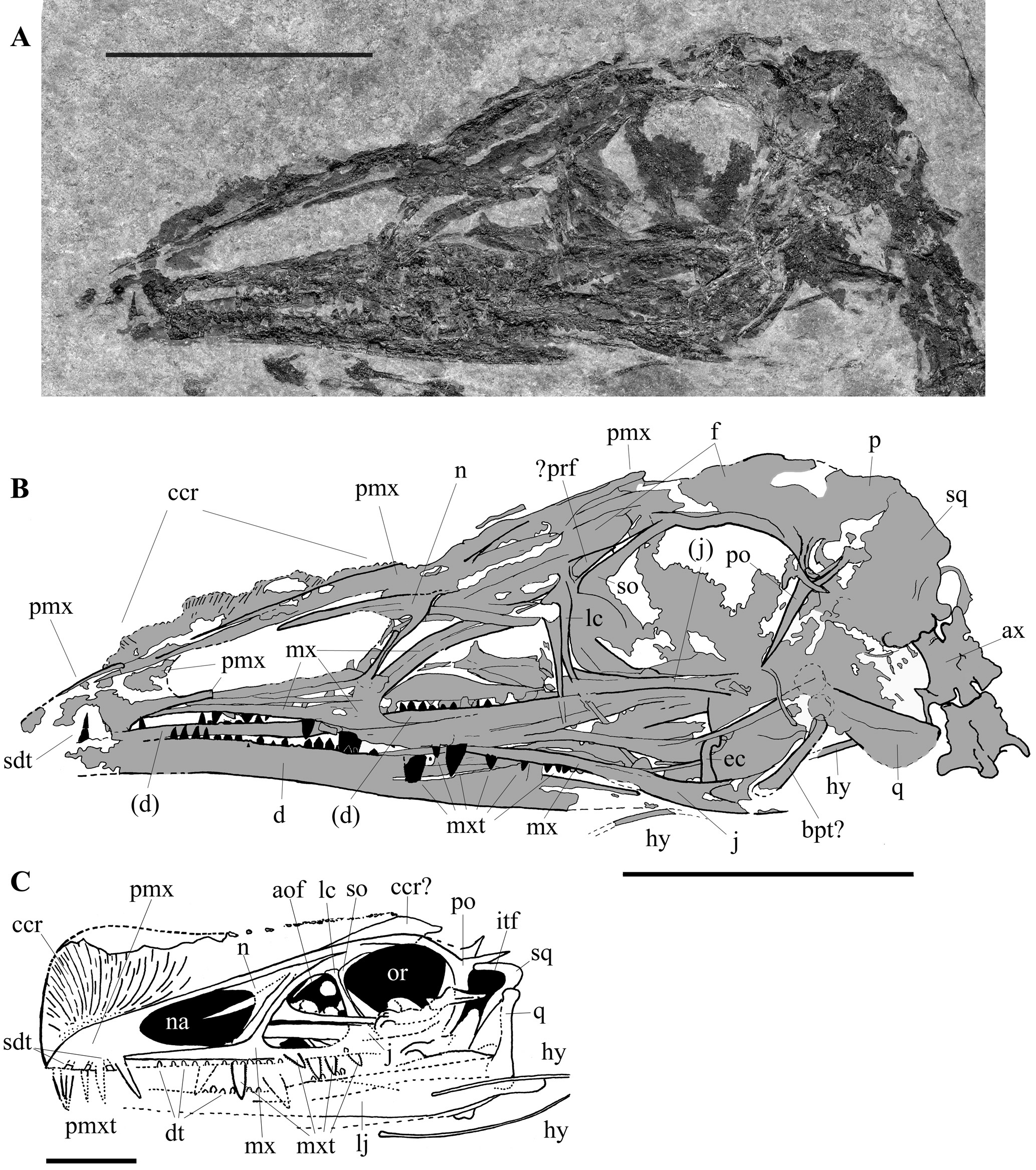
Cráneo del Austriadactylus

El género está basado en el holotipo SMNS 56342, un esqueleto parcial aplastado en una lámina, hallado en una mina abandonada cerca de Ankerschlag en el Tirol, en los lechos Seefelder del Noriense. El contramolde se ha perdido y con este algo del hueso. El fósil consiste en el cráneo, la mandíbula, algunas vértebras, partes de las extremidades y la cintura pélvica, y la parte anterior de la cola.
El alargado cráneo tiene una longitud de once centímetros. Llevaba una cresta ósea que se ampliaba a medida que descendía hacia el hocico, hasta una altura de dos centímetros. La narinas triangulares formaban grandes aberturas craneales. Las también triangulares fenestras anteorbitales son menores que las órbitas. Los dientes difieren en forma y por lo tanto la especie era heterodonta. Muchos de los dientes son pequeños y tricúspides (con tres puntas). En el frente del maxilar superior cinco grandes dientes recurvados con una única punta formaban una trampa para presas; seis o siete de dichos dientes también  se intercalaban con los dientes menores más hacia la parte posterior de la boca. Hay al menos diecisiete y quizás hasta 25 dientes tricúspides en el maxilar superior, para un total de quizás 74 dientes de todos los tamaños en el cráneo. El número de dientes en la mandíbula no puede ser determinado.
La cola flexible no tenía las extensiones vertebrales en forma de varas que la harían rígida, como ocurre en otros pterosaurios basales. La envergadura se ha estimado en cerca de 120 centímetros.
Austriadactylus fue asignado en 2002 por sus descriptores como un Pterosauria incertae sedis (sin asignación precisa), pero algunos análisis posteriores mostraron que estaba relacionado con Campylognathoides y Eudimorphodon en la familia Campylognathoididae. Incluso se ha sugerido que era un sinónimo más moderno de Eudimorphodon, aunque quizás sería una especie diferente en ese género.

## Enlaces
- The Pterosaur Database (pdf)

- Portal:Saurópsidos. Contenido relacionado con Saurópsidos.

- Datos: Q19298186
- Multimedia: Austriadactylus / Q19298186
- Especies: Austriadactylus